# Binko
Binko est une commune rurale malienne de l'arrondissement central de Fana, dans le cercle de Fana et la région de Dioïla. Elle a pour chef-lieu la localité de Tingole.

## Villages
La commune s'étend sur 12 villages relevés lors du recensement général de 2009, les plus peuplés sont : 
- Tingole (4 641 habitants) ;
- Koni (3 150 habitants) ;
- Fougani (2 837 habitants).